# 沃洛西夫齊
49°32′37″N 27°20′9″E / 49.54361°N 27.33583°E
沃洛西夫齊（烏克蘭語：Волосівці）是位於烏克蘭西部的村莊，由赫梅利尼茨基州裡赫梅利尼茨基區的梅吉比日市鎮負責管轄。該村面積3.06平方公里，海拔高度286米，2001年人口558，人口密度每平方公里182.1人。